# NGC 6741
NGC 6741, im Englischen auch Phantom Streak Nebula, ist ein planetarischer Nebel, der sich rund 10.500 Lichtjahre entfernt im Sternbild Adler befindet. Er wurde  1882 durch Edward Charles Pickering entdeckt.